# Greenshirts de Kitchener
Les Greenshirts de Kitchener sont une équipe de hockey sur glace de l'Association de Hockey de l'Ontario.

## Saison par Saison
| Saison    | PJ | V  | D  | N | Pts | %Arr | BP  | BC  | Classement |
| 1951-1952 | 54 | 29 | 22 | 3 | 61  | 5,65 | 231 | 213 | 6e AHO     |
| 1952-1953 | 56 | 15 | 38 | 3 | 33  | 2,95 | 181 | 239 | 8e AHO     |
| 1953-1954 | 59 | 27 | 27 | 5 | 59  | 5,00 | 236 | 211 | 5e AHO     |